# Pass Out
Pass Out ist ein Lied des britischen Rappers Tinie Tempah gemeinsam mit dem Grime- und R&B-Musiker Labrinth, der allerdings nicht namentlich erwähnt wird. Das Lied wurde von Labrinth und Tinie Tempah geschrieben und von Tempah und Da Diggler produziert. Es ist die erste Single mit Einwirkung von Labrinth. Sie wurde erstmals am 26. Februar 2010 auf iTunes beim Label Parlophone veröffentlicht. Am 16. November 2010 wurde ein Remix mit Snoop Dogg veröffentlicht, dies allerdings nur in den USA. Das Lied wurde bei den Ivor Novello Awards 2011 als Best Contemporary Song ausgezeichnet. Ebenso konnte der Song bei den Brit Awards 2011 den Brit Award for Best Single bekommen.

## Hintergründe

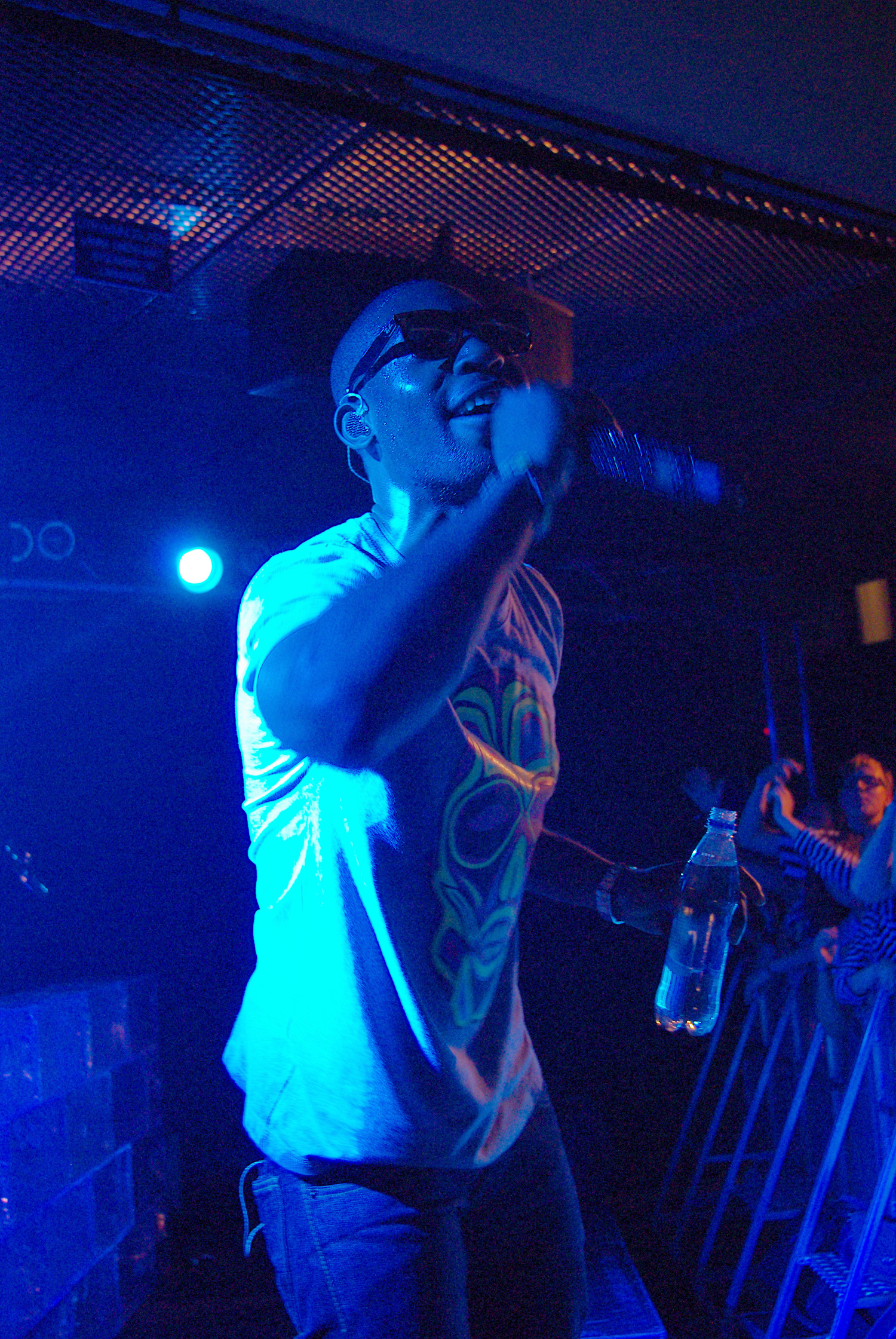
Tinie Tempah hatte mit dem Lied seinen ersten großen Erfolg

Es wurde gesagt, dass, nachdem Tinie Tempah mit Labrinth zwei Lieder, Pass Out und Frisky, produzierte und schreiben durfte, die erste Single Pass Out sein würde. Miles Leonard, der dies bekanntgab, sagte dazu: „It set new precedents for British urban music from what had been happening the year before. And it was a new sound; it sounded fresh, and like it came from the clubs.“ Parlophone dachte allerdings, dass das Lied zu riskant wäre, um es zu spielen. Letztlich wurde der Song allerdings doch als Erstes veröffentlicht.
Der Titel behandelt unter anderem auch Prinz Charles und Jean-Claude Van Damme sowie Schauspieler aus The Hills. Gespielt wurde der Song bei BBC Radio 1Xtra von Tim Westwood und Ras Kwame erstmals am 7. Dezember 2009 bei BBC Radio 1 wurde der Song unter anderem von Zane Lowe gespielt. Auch Chiddy Bang veröffentlichten eine Version des Liedes.
Gegenüber MTV News meinte Tempah: „We tried out so many different things by going in the studio and having fun. It wasn't like we just put a drum & bass ending on it and then thought, done! We tried out so many things, guitars, reggae bass; we were having so much fun.“ und beschrieb seine Erlebnisse im Studio weiter.
Am 23. Oktober 2011 veröffentlichte Labrinth seine Single Earthquake, welche er als seine Version von Pass Out bezeichnete.

## Musikvideo
Das offizielle Musikvideo wurde erstmals am 23. Dezember 2009 auf YouTube veröffentlicht. Es dauert drei Minuten und 57 Sekunden. Bisher bekam es auf YouTube über 41.000.000 Klicks. In Video sieht man Labrinth und Tempah in einem dunklen Raum stehen und singen. Später im Video zerschlägt Tempah sechs weiße Stangen, woraufhin weitere britische Rapper wie G Frsh ins Video einschreiten.

## Kritiken
Der Song bekam in der Regel positive Kritiken. Nick Levine von Digital Spy meinte zum Lied:

„[…]Tempah makes a swaggering first impression, boasting about everything from his collection of G-Shock watches to his exploits with your daughter and vowing to toast his success "until we pass out".[…]“

und vergab vier von fünf möglichen Sternen.

## Kommerzieller Erfolg

### Chartplatzierungen
| ChartsChartplatzierungen     | Höchstplatzierung | Wochen |
| ---------------------------- | ----------------- | ------ |
| Vereinigtes Königreich (OCC) | 1 (65 Wo.)        | 65     |

| ChartsJahrescharts (2010)    | Platzierung |
| ---------------------------- | ----------- |
| Vereinigtes Königreich (OCC) | 10          |

### Auszeichnungen für Musikverkäufe
| Land/Region                  | Auszeichnungen für Musikverkäufe (Land/Region, Auszeichnung, Verkäufe) | Verkäufe  |
| ---------------------------- | ---------------------------------------------------------------------- | --------- |
| Australien (ARIA)            | Gold                                                                   | 35.000    |
| Vereinigtes Königreich (BPI) | 3× Platin                                                              | 1.800.000 |
| Insgesamt                    | 1× Gold · 3× Platin ·                                                  | 1.835.000 |

Hauptartikel: Labrinth/Auszeichnungen für Musikverkäufe